# Wereldbeker schaatsen 2016/2017 - Ploegenachtervolging vrouwen
De ploegenachtervolging voor vrouwen voor de wereldbeker schaatsen 2016/2017 stond vier keer op het programma. De eerste was op 12 november 2016 in Harbin en de laatste was in Stavanger op 11 maart 2017.
Titelverdediger was Japan dat in seizoen 2014/2015 drie van de vier wedstrijden hadden gewonnen. Japan en Nederland eindigde met een gelijk aantal punten, het klassement ging naar Japan omdat zij drie wedstrijden hadden gewonnen en Nederland twee.

## Podia
| Wedstrijd: | Goud:                                                      | Tijd    | Zilver:                                                       | Tijd    | Brons:                                                            | Tijd    |
| Harbin     | Nederland Antoinette de Jong Marrit Leenstra Ireen Wüst    | 3.04,01 | Rusland Olga Graf Jelizaveta Kazelina Natalja Voronina        | 3.06,84 | Zuid-Korea Kim Bo-reum Noh Seon-yeong Park Ji-woo                 | 3.07,91 |
| Nagano     | Nederland Marije Joling Antoinette de Jong Marrit Leenstra | 2.58,69 | Japan Miho Takagi Nana Takagi Ayano Sato                      | 2.59,74 | Rusland Olga Graf Jelizaveta Kazelina Natalja Voronina            | 3.02,80 |
| Astana     | Japan Misaki Oshigiri Miho Takagi Nana Takagi              | 2.57,75 | Nederland Antoinette de Jong Marrit Leenstra Linda de Vries   | 3.02,52 | Rusland Olga Graf Jelizaveta Kazelina Natalja Voronina            | 3.02,78 |
| Heerenveen | Japan Ayano Sato Miho Takagi Nana Takagi                   | 2.59,51 | Duitsland Roxanne Dufter Gabriele Hirschbichler Isabell Ost   | 3.02,47 | Polen Katarzyna Bachleda-Curuś Natalia Czerwonka Luiza Złotkowska | 3.03,50 |
| Stavanger  | Japan Miho Takagi Nana Takagi Misaki Oshigiri              | 3.00,60 | Nederland Marije Joling Annouk van der Weijden Melissa Wijfje | 3.02,42 | Rusland Olga Graf Jelizaveta Kazelina Natalja Voronina            | 3.02,93 |

## Eindstand
| #      | Land             | Schaatsers                                                         | HAR | NAG | AST | HVN | SVG | Totaal |
| ------ | ---------------- | ------------------------------------------------------------------ | --- | --- | --- | --- | --- | ------ |
| Goud   | Japan            | Oshigiri, Sato, M. Takagi, N. Takagi                               |     | 80  | 100 | 100 | 150 | 430    |
| Zilver | Nederland        | Joling, De Jong, Leenstra, De Vries, Van der Weijden, Wijfje, Wüst | 100 | 100 | 80  | 30  | 120 | 430    |
| Brons  | Rusland          | Graf, Kazelina, Voronina                                           | 80  | 70  | 70  | 60  | 104 | 384    |
| 4      | Duitsland        | Dufter, Hirschbichler, Kraus, Ost, Pechstein                       | 60  | 60  | 50  | 80  | 90  | 340    |
| 5      | Polen            | Bachleda-Curuś, Czerwonka, Woźniak, Złotkowska                     | 50  | 45  | 60  | 70  |     | 225    |
| 6      | Zuid-Korea       | Kim, Noh, Park                                                     | 70  | 50  | 45  | 40  |     | 205    |
| 7      | China            | Hao, Han Mei, Liu, Tao, Yu, Zhao                                   | 40  | 40  | 35  | 35  |     | 150    |
| 8      | Verenigde Staten | Acker, Gunther, Manganello, Schwartzburg                           |     | 30  | 40  | 45  |     | 115    |
| 9      | Tsjechië         | Kerschbaummayr, Sáblíková, Zdráhalová                              | 45  | 35  |     |     |     | 80     |
| 10     | Canada           | Ivanie Blondin, Brianne Tutt, Isabelle Weidemann                   |     |     | 0   | 50  |     | 50     |

2004/2005 · 
2005/2006 · 
2006/2007 · 
2007/2008 · 
2008/2009 · 
2009/2010 · 
2010/2011 · 
2011/2012 · 
2012/2013 · 
2013/2014 · 
2014/2015 · 
2015/2016 · 
2016/2017 · 
2017/2018 · 
2018/2019 · 
2019/2020 · 
2020/2021 · 
2021/2022 · 
2022/2023 · 
2023/2024 · 
2024/2025